# Abatia
Abatia é um género botânico pertencente à família Salicaceae. São naturais da América central e América do Sul.

## Espécies
Atualmente há 8 espécies reconhecidas:
- Abatia americana (Gardner) Eichler
- Abatia angeliana Alford
- Abatia canescens Sleumer
- Abatia mexicana Baill.
- Abatia parviflora Ruiz & Pav.
- Abatia rugosa Ruiz & Pav.
- Abatia spicata (Turcz.) Sleumer
- Abatia stellata Lillo

## Bibligrafia
- Bernhard, A. 1999. Flower structure, development, and systematics in Passifloraceae and in Abatia (Flacourtiaceae). Int. J. Plant Sci. 160: 135–150, illus.
- Lemke, D. E.(1988).A synopsis of Flacourtiaceae.Aliso 12:28-43. [Tribe Abatieae transferred from Flacourtiaceae to Passifloraceae]
- Sleumer, H.O.(1980). Flacourtiaceae.Flora Neotropica 22:55–57. [monographic revisión of the genus]